# Henry Edwards (entomólogo)
Henry Edwards (27 de agosto de 1827 – 9 de junio de 1891), conocido como "Harry", fue un actor, escritor y entomólogo inglés que adquirió notoriedad en Australia, San Francisco y Nueva York por su trayectoria actoral.
Edwards se sintió atraído por el teatro desde temprano en su vida, y apareció en producciones aficionadas en Londres. Después de viajar a Australia, Edwards actuó profesionalmente en obras de Shakespeare y comedias ligeras principalmente en Melbourne y Sídney. A lo largo de su infancia en Inglaterra y durante el desarrollo de su carrera dramática en Australia estuvo muy interesado en coleccionar insectos, el Museo Nacional en Victoria incluso utilizó el trabajo de campo de Edwards como parte de su colección.
En San Francisco, Edwards fue un miembro fundador del Bohemian Club, una reunión celebrada en honor a Edwards fue el aliciente para comenzar el campamento tradicional del club en Bohemian Grove. Asimismo, Edwards estableció su reputación como un prominente actor y administrador de teatros. Después de escribir una serie de importantes estudios acerca de las mariposas y polillas de la costa del Pacífico estadounidense fue elegido miembro vitalicio de la Academia de Ciencias de California. Después de trasladarse a la costa este, Edwards pasó un breve tiempo laborando en la industria teatral de Boston. Este hecho lo llevó a actuar en el prestigioso teatro Wallack y aún más renombre en la ciudad de Nueva York. Allí, Edwards editó tres volúmenes de la publicación Papilio y escribió un importante trabajo acerca de la vida de las mariposas. Su gran colección de especímenes de insectos sirvió para comenzar la sección de estudios de mariposas y polillas en el Museo de Historia Natural de Nueva York.
Los estudios y observaciones de Edwards lo condujeron a encontrar diversos especímenes no clasificados. Al descubrir insectos previamente desconocidos él les proporcionó nombre, lo que conllevó a que diversas especies de mariposas, polillas y escarabajos lleven a un lado "Hy. Edw." (por Henry Edwards) como una atribución. Debido a sus intereses teatrales, Edwards llevó a cabo un tributo a Shakespeare designando diversas especies de insectos con nombres de personajes femeninos de obras shakesperianas.

## Inicios de su carrera
Henry Edwards fue hijo de Hanna y Thomas Edwards (c. 1794-1857); nació en Ross-on-Wye, Herefordshire, Inglaterra el 27 de agosto de 1827, y fue bautizado el 14 de septiembre del mismo año. Adquirió la afición de examinar insectos de parte de su hermano mayor, William. Coleccionaba mariposas como un pasatiempo, y las estudió bajo el tutelaje de Edward Doubleday. Su padre, vendedor, deseaba que su hijo persiguiera una carrera en leyes; pero después de un breve periodo de estudios infructuosos, Edwards tomó un empleo en una casa contable en Londres, donde comenzó a actuar en un teatro de aficionados. Edwards se embarcó a Australia, llegando al poblado de Merrivale a unos 15 km al noroeste de Melbourne, donde vivía su hermano William. De marzo a junio de 1853, a bordo del navío Ganges, escribió descripciones de criaturas como el albatros nunca antes visto por él. Después de llegar a Melbourne, Edwards comenzó a coleccionar y catalogar insectos que encontraba en las tierras de su hermano y más allá. En espacio de dos años, recolectó 1,676 especies de insectos, mató y disecó 200 aves, y preservó alrededor de 200 muestras botánicas  La colección de Edwards y la de William Kershaw fueron adquiridas por Frederick McCoy para formar el núcleo del Museo Nacional en Victoria.
La primera aparición de Edwards en la escena teatral australiana se llevó a cabo en el Queen's Theatre en Melbourne como parte de la compañía de George Selth Coppin. Posteriormente, se unió al grupo teatral de Gustavus Vaughan Brooke. Edwards interpretó el papel de Petruchio, el rol protagónico de La fierecilla domada, en el Princess's Theatre en Sídney en noviembre de 1859 con la trágica Avonia Jones en el rol de Katharine. En diciembre de ese año Brooke se retiró de la administración, dejando las riendas de su compañía en manos de Edwards y George Fawcett Rowe, actor y dramaturgo inglés. Brooke siguió actuando bajo la dirección de Edwards y Rowe: en 1860, su magistral interpretación como Luis XI en la obra homónima de Dion Boucicault fue un emocionante acontecimiento que Edwards, interpretando a Jacques d'Armagnac, recordaría por el resto de su vida. En agosto del mismo año, las interpretaciones de Brooke y Edwards como hermanos gemelos en La comedia de las equivocaciones de Shakespeare fueron bien recibidas por el público de Melbourne, especialmente debido a que esta era la primera vez que se montaba dicha obra en Australia. Como un giro para despertar el interés público, Edwards y Brooke intercambiaron sus roles después de dos semanas de funciones. Sin embargo, no todas las actuaciones de Edwards fueron exitosas: su oportunidad interpretando a Angelo en Medida por medida de Shakespeare fue descrita como "cobarde"  por el crítico William John Lawrence; a parecer de Lawrence, Edwards y sus compañeros palidecían ante la poderosa interpretación de Avonia Jones como Isabella.
Edwards buscaba al renombrado entomólogo y coleccionista William Sharp Macleay siempre que la compañía actuara en Sídney. Comenzando en 1858, Macleay fungió como mentor de Edwards y lo animó a encontrar más especímenes de insectos siempre que sus obligaciones laborales se lo permitieran. De complexión robusta y espíritu aventurero, Edwards ocasionalmente exploraba las tierras salvajes de Australia a la caza de nuevos insectos. Mientras en Sídney, Edwards subió dos veces a un globo aerostático como una cortesía para George Coppin, evitando por poco lesiones graves o la muerte en su primer ascenso. Los viajes posteriores de Edwards en búsqueda de insectos y roles dramáticos incluyeron sitios como Nueva Zelanda, Perú, Panamá y México.

## San Francisco
En 1865, Edwards comenzó un periodo de 12 años residiendo en la ciudad de San Frencisco, California. En el censo de 1870 en Estados Unidos, Edwards se declaró a sí mismo como: un residente foráneo no votante, un comediante por ocupación, vivendo en un hogar con valor de $1,000. Edwards vivió en San Francisco con una mujer que figura en el censo como "Mariana", nacida en Inglaterra, de 40 años, además de con una sirviente de 16 años llamada Heng Gim. Mariana era probablemente la esposa de Edwards, cuyo nombre verdadero era Marianne Elizabeth Woolcott Bray, nacida en New Street, Birmingham alrededor de 1822-1823. En 1851 y a la edad de 28 años, Bray contrajo matrimonio con Gustavus Vaughan Brooke, la pareja se embarcó a Australia para administrar la entonces nueva compañía teatral de Brooke. Fue allí donde Edwards conoció a Brooke y su esposa, pero después de varios años de trabajar juntos Brooke contrajo segundas nupcias con Avonia Jones (1836-1867). Brooke murió en un accidente marítimo en enero de 1866, y Avonia fallecería en Nueva York al año siguiente. Reportes posteriores mencionaban que Edwards se había casado con la viuda de Brooke, sin nombrarla.

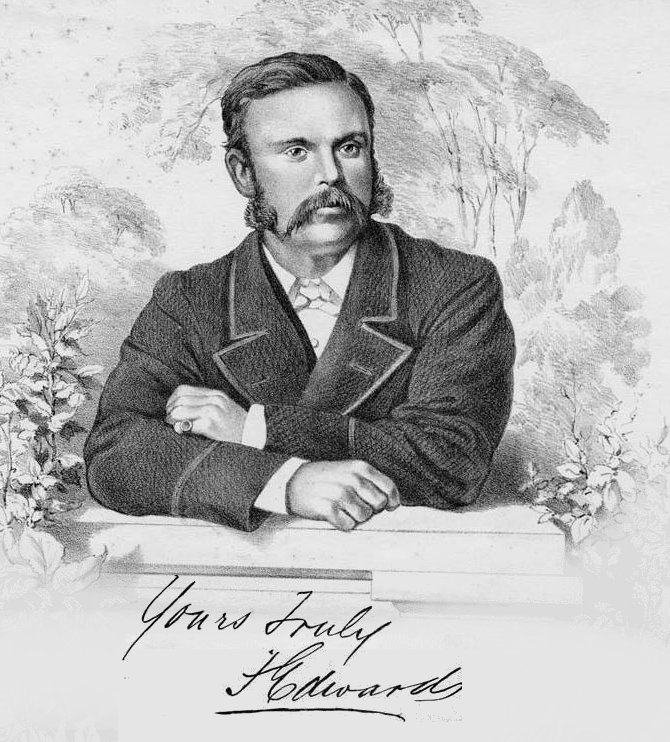
Tarjeta teatral

En 1868-1869 Edwards rentó y administró el Metropolitan Theater, y se convirtió en un miembro fundador de la compañía del California Theatre, que abrió en enero de 1869. El teatro era dirigido y administrado por el actor John McCullough, y entre algunas de sus producciones más notables se cuenta Como gustéis, presentada en mayo de 1872 con McCullough en el papel de Orlando y Edwards como el desterrado Duque Federico. Walter M. Leman, quien interpretó el rol de Adán, opinó en 1886 que "nunca desde el inicio del tiempo se había montado de mejor manera el encantador idilio de Shakespeare."

Edwards fue fundador y el primer vicepresidente del Bohemian Club, y ejerció como presidente durante dos periodos, 1873-1875. Fue anfitrión de celebraciones en honor a Shakespeare en abril de 1873, 1875 y 1877, así como de una celebración de Navidad bohemia en diciembre de 1877 llamada "The Feast of Reason and Flow of Soul" Edwards se convirtió en director de la Asociación de Arte de San Francisco, y habló en nombre de Lotta Crabtree durante la dedicatoria de la Fuente de Lotta en septiembre de 1875.
Siempre interesado en los insectos, Edwards pasó su tiempo libre en la Academia de Ciencias de California estudiando mariposas bajo la tutela de Hans Hermann Behr, el curador de la academia especializado en lepidópteros, el orden científico de las polillas y mariposas Una vez elegido miembro de la academia en 1867, se concentró en describir la estructura y los hábitos de las polillas y mariposas en la costa del Pacífico desde la Columbia Británica hasta Baja California. Visitó a John Muir en Valle de Yosemite en junio de 1871 con una carta de presentación de Jeanne Carr, la esposa del geólogo más reconocido de California, Esdras S. Carr. La carta describía a Edwards como "uno de los discípulos más fieles y más devotos de la naturaleza", un extranjero que "tiene las llaves del Reino". Después de la visita, Muir ocasionalmente enviaba especímenes desde la Sierra Nevada para añadirlos a la colección de Edwards, las muestras eran llevadas a San Francisco por hombres como el geólogo y artista Clarence King que regresaban de hacer estudios de campo en Yosemite. Edwards presentó una serie de trabajos a la academia titulados Lepidópteros de la costa del Pacífico, y clasificó a dos especies como nunca vistas por la ciencia. Nombró a una Gyros muiri por Muir, con "Hy. Edw." como la atribución. En 1872, Muir le envió una carta a Edwards diciendo: "Ahora se encuentra en constante recuerdo, porque cada flor en vuelo está marcada con su nombre." En 1873, Edwards se convirtió en el conservador de entomología en la academia, y comenzó a trabajar en el Comité de Publicaciones que produjo la revista Proceedings of the California Academy of Sciences. A partir de principios de ese año, hizo amistad con George Robert Crotch y lo acompañó en sus recorridos de recolección de insectos en California, Oregón y la Columbia Británica. En 1874, Edwards comenzó a ejercer como uno de los vicepresidentes de la academia, y para finales de 1874 después de la muerte de Crotch por tuberculosis, publicó un homenaje al hombre. Edwards también escribió uno de los muchos homenajes póstumos a Louis Agassiz a finales de 1873. El 2 de enero de 1877, Edwards fue elegido miembro vitalicio de la academia.
Aunque fue muy exitoso en San Francisco, Edwards decidió dirigirse a Boston y la ciudad de Nueva York para probar que su carrera artística se beneficiaría en la costa este de Estados Unidos. El 29 de junio de 1878, unos 100 compañeros bohemios se reunieron en el bosque cerca de Taylorville, California (hoy el parque estatal Samuel P. Taylor), para celebrar una velada de despedida en honor a Edwards. Porter Garnett, historiador del Bohemian Club, escribió más tarde que los hombres en el "día de campo nocturno" estaban "provistos de mantas para mantener el calor y un suministro generoso de licor para el mismo fin". Se utilizaron linternas japonesas para la iluminación y como decoración. Este encuentro festivo se repitió sin Edwards por los miembros del club el año siguiente y posteriormente cada año, evolucionando con el tiempo y expandiéndose para formar el campamento anual de verano del club en el Bohemian Grove, famoso (o infame) por ser una tertulia informal con importantes políticos y poderosos magnates de la industria.

## De Boston a Nueva York
A finales de 1878, Edwards se unió a una compañía de teatro en Boston, sustituyendo a otro actor como "Schelm, Jefe de Policía" en un renacimiento del espectáculo Los Exiliados en el Boston Theatre sobre la calle Washington. Después de una temporada de cuatro semanas, actuó en otras producciones del teatro a lo largo de la temporada 1879-1880.  En junio, Edwards participó en el censo de 1880, en el cual se reportó como un actor de origen inglés viviendo con su esposa inglesa "Marian" y su criado chino, Gim Hing

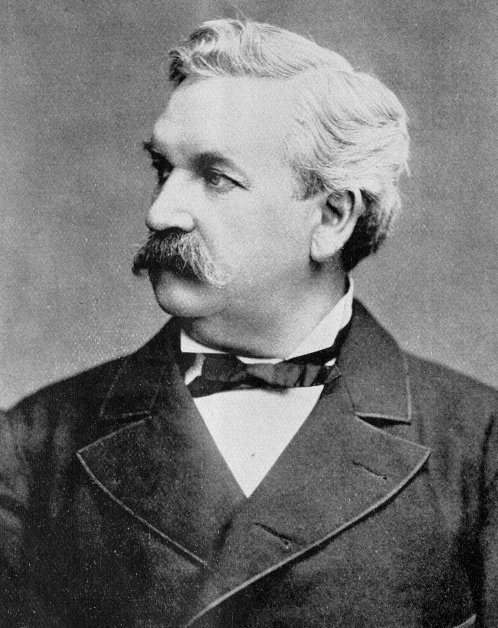
Edwards en Nueva York

De Boston, Edwards se trasladó a Nueva York para quedarse por unos diez años, actuando en el escenario y participando en estudios de insectos. Era un miembro activo de las Sociedades Entomológicas de Brooklyn y Nueva York. En 1881, fundó y editó el periódico para aficionados a las mariposas llamado Papilio, llamado así por el género Papilio en la familia Papilionidae, a la cual pertenecen las mariposas de cola de golondrina o papilios. Edwards se desempeñó como editor hasta enero de 1884, cuando le pasó las riendas a su amigo Eugene Murray-Aaron de Filadelfia. Papilio se publicó hasta 1885 cuando su base de suscriptores se fusionó con la publicación más general Entomologia Americana, publicado por la Sociedad Entomológica de Brooklyn.
Comenzando en diciembre de 1880 Edwards se empleó bajo Lester Wallack, el carismático hijo del fundador del teatro homólogo, asociándose con el teatro Wallack, prestigioso por tener la que se consideraba "la mejor compañía de teatro en América". Con más de 50 años de edad, el entomólogo y actor apareció en numerosos roles dramáticos como el príncipe Malleotti en Nomeolvides, Max Harkaway en London Assurance, el barón Stein en Diplomacy, y Walter en El Jorobado, retomando el papel de James Sheridan Knowles. Edwards utilizaba el teatro Wallack como su dirección de correo profesional, y ayudó a administrarlo en algunas ocasiones. Wallack, con el grado de "Pastor" del Lambs Club, un modesto centro de reuniones de actores profesionales de teatro, invitó a Edwards a unirse Una vez que se convirtió en "Lamb", Edwards invirtió sus energías junto con las de Wallack y otros miembros de club en apoyar al editor de periódicos Harrison Grey Fiske en la creación de una organización de fondos de caridad para soportar a los actores indigentes o a sus viudas. Wallack se convirtió entonces en el primer presidente de lo que sería el Fondo de Actores de América. Un año después de su primera reunión el 15 de julio de 1882 en el teatro Wallack, Edwards fue designado secretario, posición que ejercería durante un año. Su esposa se unió al Comité Ejecutivo de Mujeres del Fondo.
Edwards apareció a principios de 1882 en el teatro Palmer en Broadway y West 30th Street, en una producción de la comedia inglesa The School for Scandal. John Gibbs Gilbert, la mano derecha de Wallack llegó a la cúspide de su fama en la producción, interpretando a Sir Peter Teazle. Como Sir Oliver Surface, Edwards también fue alabado—Gilbert y Edwards compartieron el escenario con Stella Boniface, Osmond Tearle, Gerald Eyre, Madame Ponisi y Rose Coghlan.
Reuniendo en un solo volumen sus diversos temas cortos, ensayos y homenajes póstumos a sus amigos fallecidos, Edwards publicó en 1883 un libro con humorística ironía titulado A Mingled Yarn, que incluía historias de sus viajes y anécdotas de su tiempo en el Bohemian Club. Lo dedicó a los bohemios "con gratos recuerdos y sentimientos afectuosos," el libro fue reseñado favorablemente en el New York Tribune. Esta crítica fue reimpresa en Literay News: "El señor Edwards—notable por sus logros científicos no menos que por su versatilidad en el arte de la actuación—presenta una rara unión de talentos enormemente divergentes y que rara vez se encuentran en una persona ".

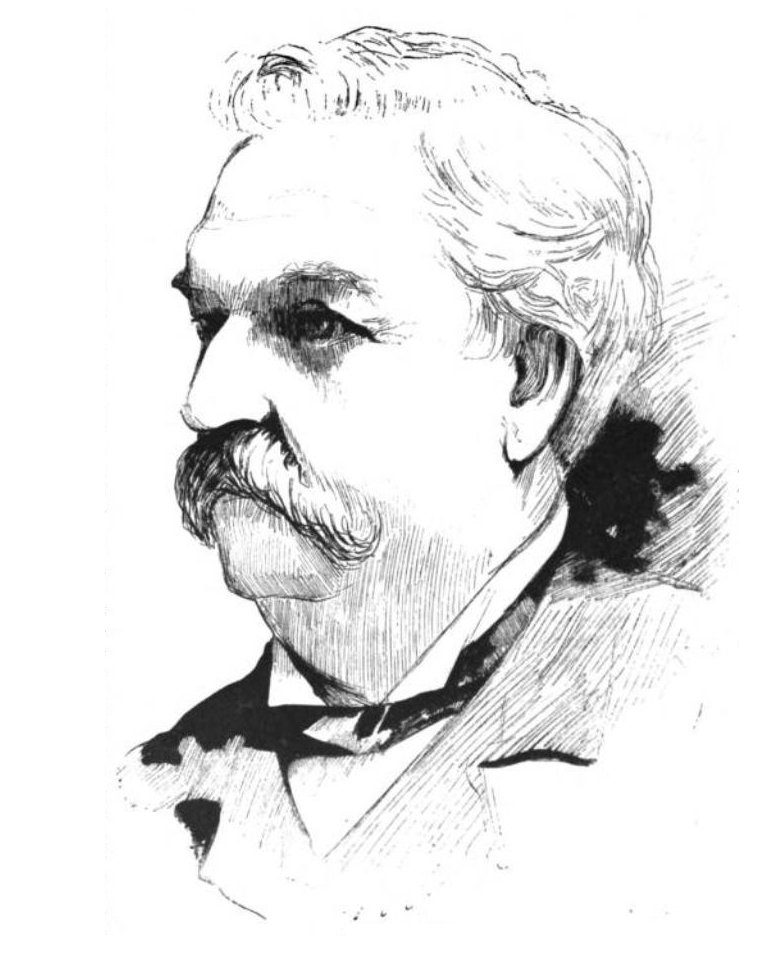
"Harry" Edwards fue entrevistado por la revista The Theatre en 1886.

En 1886, Edwards fue entrevistado por The Theatre, un semanario publicado en Nueva York. Edwards fue descrito como "excepcionalmente popular y genial", con una "encantadora esposa inglesa" y un criado chino llamado Charlie que "adora a sus empleadores", con quienes ha colaborado por 17 años. La casa de Edwards fue descrita como cómoda, pero estaba decorada con una asombrosa colección de maravillas de todo el mundo. En medio de los especímenes biológicos, alfombras, vajillas, muebles y fotografías valiosas había pinturas realizadas por otros actores, incluidas obras de Edward Askew Sothern y Joseph Jefferson. Edwards mostró las cartas que había recibido de una amplia gama de personalidades como los escritores William Makepeace Thackeray, Charles Dickens, Anthony Trollope y los naturalistas Charles Darwin, Louis Agassiz y John Lubbock. Un piso de la residencia se dedicaba por completo a la colección de especímenes del entomólogo, Edwards afirmó que estaba asegurada por $17.000, $576 000 actuales. Rodeado por sus exóticas posesiones y "en la más perfecta simpatía con su esposa", se describió a Edwards como el anfitrión de un "hogar cultivado".

## Últimos años
Dos años después de que Alfred, Lord Tennyson, completara sus Idilios del rey, un relato poético de la leyenda del rey Arturo, Edwards y George Parsons Lathrop adaptaron la obra como un drama en cuatro actos. El resultado fue Elaine, una historia de amor entre la joven Elaine de Astolat y Lancelot, adornada con "fragilidad como la de una flor" y "triunfadores toques de ternura". Su primera presentación pública fue una "lectura del autor" montada en el Madison Square Theatre el 28 de abril de 1887, en la que Edwards hizo el papel del padre de Elaine, Lord Astolat. Meses después Elaine fue montada por la compañía de A. M. Palmer en el mismo teatro, pero sin Edwards en el reparto, a partir del 6 de diciembre de 1887. La producción se convirtió en una fuente de ingresos y notoriedad para Lathrop y Edwards. La interpretación de Annie Russell como Elaine fue admirada por su "dulce simpleza y empatía que capturan sin suda a casi cualquier corazón". Después de una exitosa temporada de seis semanas en Nueva York, Palmer decidió hacer una gira de Elaine.
Los actores asociados con el teatro Wallack anunciaron al público que a partir de febrero de 1888 se reviviría una última serie de comedias, después de lo cual la compañía se disolvería. Edwards fungió como director artístico durante la temporada, y repitió varios de sus papeles anteriores, incluyendo a Max Harkaway en London Assurance y al coronel Rockett en Old Heads and Young Hearts Participando una vez más en The School for Scandal, la sexta y última obra de la nostálgica serie, Edwards recibió grandes elogios por su representación de un acaudalado caballero inglés acado de regresar de la India: "probablemente no hay mejor Sir Oliver en nuestro escenario que el señor Edwards." "Justamente elogiado" por su actuación, fue llamado un "intérprete de ley", representativo "de una escuela que está desapareciendo rápidamente".
Se montó una producción testimonial de Hamlet en la Metropolitan Opera House el 21 de mayo de 1888, para celebrar la vida y logros de un envejecido Lester Wallack, y para recaudar dinero para aliviar la ciática crónica que acabó con su carrera. "Uno de los más grandes elencos se haya reunido jamás" se integró en una compañía compuesta por Edwards como el sacerdote, Edwin Booth como Hamlet, Lawrence Barrett como el fantasma, Frank Mayo como el rey, John Gibbs Gilbert como Polonio, Rose Coghlan como la reina y Helena Modjeska como Ofelia. Otras estrellas hicieron apariciones especiales, y se debió ayudar a Wallack a subir al escenario para hacer frente a la ovación de pie justo antes del intermedio. Personas notables como el alcalde Hewitt y el general Sherman estuvieron presentes. Más de 10.000 dólares se recaudaron para el cuidado de Wallack. En los meses siguientes, Edwards se reunió con otros actores y la esposa de Wallack para ayudarle a escribir sus memorias; Wallack murió en septiembre de ese año.
Al año siguiente, Edwards publicó un tratado titulado Catálogo bibliográfico de la transformación descrita de lepidópteros de América del Norte. En respuesta a una invitación y después de concertar un contrato, viajó de regreso a Australia para aceptar un puesto como director escénico de una compañía teatral en Melbourne. Frustrado por la experiencia, Edwards zarpó de regreso a Nueva York al año siguiente con la intención de regresar a la actuación, pero la mala salud le impidió disfrutar su notoriedad. En marzo, Edwards interpretó a Holofernes en Trabajos de amor perdidos en el teatro de Augustin Daly, pero a menudo le faltaba el aire y no podía seguirle el ritmo a la temporada—su papel le fue entregado a un joven Tyrone Power que también ocupó el viejo papel de Edwards como Sir Oliver durante la gira de The School for Scandal.
Para recuperar sus fuerzas, Edwards y su esposa tomaron un carro a una cabaña rústica en Arkville en las montañas de Catskill; pero ni el aislamiento, ni la comida ni el descanso produjeron mejora alguna. Un médico acudió al sitio e informó a la señora Edwards que no habría recuperación para su marido dado que sufría de un caso avanzado de enfermedad de Bright con complicaciones por una neumonía crónica, por lo que la pareja viajó de vuelta a la ciudad de Nueva York. Edwards murió en su hogar en 185 East 116th Street en East Harlem la tarde del 9 de junio de 1891, apenas unas horas después de haber regresado.

## Legado
Después de su muerte la colección de Edwards, que contenía 300,000 especímenes de insectos y era una de las más grandes en los Estados Unidos, fue adquirida por sus amigos por la cantidad de $15,000 para beneficio de su viuda, y fue donada al Museo Americano de Historia Natural (AMNH por sus siglas en inglés) como la piedra angular de su colección.  La viuda de Edwards también donó algunos de los otros especímenes de su esposo, incluyendo dos huevos del orden  Rajiformes, al que pertenecen las rayas. Los administradores del museo adquirieron los 500 tomos de textos sobre entomología junto con los 1,200 panfletos propiedad de Edwards para formar la "Biblioteca entomológica Harry Edwards", una de las muchas adquisiciones bibliográficas significativas que hizo el museo para expandir su biblioteca durante sus primeros años William Schaus, un estudiante a quien Edwards guio e impulsó, pero que nunca conoció en persona, continuó el trabajo de su mentor para definir más características de las polillas y mariposas y publicarlo en una vasta obra.
La atribución "Hy. Edw." anexada a algunos nombres de especies de mariposas indica que fueron descritas por primera vez por Henry Edwards. Esta atribución no debe confundirse con "Edw.", que corresponde a William Henry Edwards, coetáneo de Harry Edwards. Al menos dos especímenes tienen la atribución "Mrs. Hy. Edwards." porque fueron recolectados e identificados por su esposa. Edwards dio nombre a muchas de las mariposas de las familias Theclinae, Nymphalidae, Papilionidae y Lycaenidae, pero su contribución más significativa fue la descripción de numerosas especies de polillas en América del Norte incluyendo México: Arctiidae, Bombycidae, Hepialidae, Sesiidae, Noctuidae, Sphingidae, Lasiocampidae, Dalceridae, Dysderidae, Geometridae, Pyralidae, Saturniidae, Thyatiridae, Urodidae y Zygaenidae. Al escoger los nombres, Edwards prefirió nombres de personajes femeninos en la obra de William Shakespeare, tales como Ofelia de Hamlet, Hermia de El sueño de una noche de verano, y Desdemona de Otello. Por ejemplo, Edwards recolectó, clasificó y nombró a las polillas Catocala ophelia y Catocala hermia en 1880, y a Catocala desdemona en 1882.

### Fechas de nacimiento
La fecha de nacimiento que Edwards proporcionaba varió dependiendo del momento y el lugar en el que se le preguntó. Los registros parroquiales muestran que fue bautizado en Inglaterra el 14 de septiembre de 1827, y corroborando esta fecha declaró que tenía 25 años de edad en junio de 1853, cuando llegó por primera vez a Australia. Sin embargo, cuando se le preguntó su fecha de nacimiento en San Francisco para el censo de Estados Unidos de 1870, dijo que había nacido en 1830. Diez años más tarde en Boston, declaró tener 45 años de edad, lo que implicaría haber nacido en 1835 , pero él volvió a decir 1830 junto con la fecha de 27 de agosto para los breves panfletos biográficos utilizados por el teatro y en sus publicaciones entomológicas. Dos años antes de su muerte, declaró a un reportero del Lorgnette que había nacido en 1832. Un prominente obituario en el New York Times informó que su familia consideraba su fecha de nacimiento el 23 de septiembre de 1830, pero que algunas listas publicadas de las edades de actores, "no siempre confiables", habían cambiado su año de nacimiento a 1824.